# Spisula solidissima
Spisula solidissima ist eine Muschelart aus der Familie der Trogmuscheln (Mactridae). Das Verbreitungsgebiet der Art zieht sich von der kanadischen Ostküste, entlang der US-amerikanischen Ostküste bis in den Golf von Mexiko nahe der Grenze zu Mexiko. Die Tiere können ein Alter von bis zu 34 Jahren erreichen.

## Merkmale
Das gleichklappige, stark aufgeblähte, sehr große Gehäuse wird bis zu 22 cm lang. Es ist nahezu gleichseitig, die nach vorne geneigten Wirbel sitzen nur knapp vor der Mittellinie. Der Gehäuseumriss ist gerundet-dreieckig, das Länge-/Höhe-Verhältnis beträgt etwa 1,4. Der vordere und hintere Dorsalrand sind schwach konvex gewölbt und fallen jeweils mäßig steil ab. Vorder- und Hinterende sind gut gerundet. Das geschlossene Gehäuse klafft am Hinterende. Der Ventralrand ist breit gerundet.
Es ist ein externes und ein internes Ligament vorhanden. Das externe Ligament ist ein sehr kleines, dunkelbraunes Band, das hinter dem Wirbel liegt. Das interne Ligament sitzt in einem großen, dreieckigen (Chondrophor). Eine Lunula ist nicht ausgebildet. Die Area ist undeutlich und nicht abgegrenzt.
Die linke Klappe zeigt zwei Kardinalzähne, die eine umgekehrt v-förmige Struktur direkt vor der Ligamentgrube bilden. Der hintere Lateralzahn ist nur halb so lang wie der vordere Lateralzahn. Dicht am Gehäuserand und parallel dazu verlaufend, sind vorn und hinten je ein kleiner, lamellenartiger Seitenzahn vorhanden. In der rechten Klappe ist nur ein einziger, hakenförmiger Kardinalzahn vorhanden, und je zwei schwach ausgebildete, lamellenartige, vordere und hintere Lateralzähne. Die Ober- und Unterseiten der Lateralzähne der linken Klappe, und die Innenseiten der beiden Lateralzähne der rechten Klappe sind gekerbt. Der Mantel ist nur flach eingebuchtet, der Scheitel der Bucht reicht nur wenig über den hinteren Schließmuskeleindruck hinaus. Es sind zwei Schließmuskeln vorhanden.
Die weißliche bis weißlich-gelbliche Schale ist dickwandig und sehr fest (daher der Name – lat. solidissima = sehr fest). Die Ornamentierung besteht aus feinen konzentrischen Linien und Gruben. Die jeweiligen Wachstumsabschnitte sind deutlich markiert. Auf der (creme)weißen Schale sind radiale blassbraune Strahlen vorhanden. Das Periostracum ist eine dünne gelbbraune glänzende Schicht, die leicht abgerieben wird. Der innere Gehäuserand ist glatt.

## Geographische Verbreitung, Lebensraum und Lebensweise
Das Verbreitungsgebiet erstreckt sich über die Arktis und den nördlichen Nordatlantik (Nordamerika und Europa). In Nordamerika kommt die Nominatunterart südwärts bis Cape Hatteras vor. Das Verbreitungsgebiet der Unterart Spisula solidissima similis (Say, 1822) reicht sogar bis Florida und den Golf von Mexiko. Überraschenderweise stellte sich heraus, dass auch eine Population im Long Island Sound (Connecticut), mit dem Verbreitungsgebiet der Nominatunterart, zur südlichen Unterart gehört.
Spisula solidissima wird von der Niedrigwasserlinie bis in 173 Meter Wassertiefe angetroffen, häufiger jedoch in Wassertiefen von 8 bis 66 Meter. Die höchsten Populationsdichten wurden allerdings in Wassertiefen zwischen 18 und 38 Meter festgestellt. Sie bevorzugen gut sortierten, Mittelsand, hier kommen die höchsten Bestandsdichten vor, aber auch in Feinsand oder siltigen Feinsand. In der Natur kommen sie nur vor, wenn das Wasser mehr als 28 ‰ Salzgehalt hat, obwohl sie unter Laborbedingungen auch Salzgehalte von nur 12,5 ‰ für zwei Tage ohne Schaden überstehen.
Die Tiere sind getrenntgeschlechtlich. Die sexuelle Reife setzt bei dieser Art, allerdings regional sehr unterschiedlich, bereits nach drei Monaten nach dem Übergang der Larve zum Bodenleben und der Metamorphose ein. Die Tiere sind zu diesem Zeitpunkt erst 5 Millimeter groß. Dies ist insofern sehr erstaunlich, da diese Art eine Gehäusegröße von bis zu 22,6 Zentimetern und ein Alter von 37 Jahren erreichen kann. In anderen Populationen werden die Tiere allerdings erst mit vier Jahren und einer Gehäuselänge von 8 bis 9,5 Zentimetern geschlechtsreif. Die Geschlechtsprodukte werden im Sommer und Frühherbst ins freie Wasser abgegeben. Die Eier haben bei der Abgabe ins freie Wasser einen Durchmesser von 56 µm und enthalten keinen nennenswerten Anteil an Dotter. Ein Weibchen produziert während einer Laichperiode bis zu 13 Millionen Eier. Aus den Eiern entwickeln sich nach 9 Stunden und 21,7° Wassertemperatur zunächst eine planktonische Trochophora-Larve. Die Entwicklungsgeschwindigkeit ist sehr stark temperaturabhängig, denn bei einer Wassertemperatur von 14° wird das Trochophora-Stadium erst nach 40 Stunden erreicht. Nach 28 Stunden wird bei 22° Wassertemperatur bereits die planktotrophe Veliger-Larve gebildet, bei 14° Wassertemperatur ist dies erst nach 72 Stunden der Fall. Nach 18 Tagen ist bei 22° bereits das Pediveliger-Stadium erreicht. Die Pediveliger gehen nach 19 bis 35 Tagen und mit einer Gehäusegröße von 230 bis 250 µm zur Metamorphose und zum Bodenleben übergehen. Bei einer Wassertemperatur von 22 °C ist die Entwicklung der Larven optimal, höhere oder tiefere Temperaturen verlangsamen die Entwicklung. Temperaturen höher als 30° sind für die Larven tödlich.
Spisula solidissima filtriert mit Hilfe der Kiemen, das durch den Einströmsipho einströmende Atemwasser auf Diatomeen und Wimpertierchen. Die Tiere können noch Partikel von 4 μm im Durchmesser aus dem Wasser filtrieren.
Die südliche Unterart Spisula solidissima similis bleibt kleiner (bis 122 mm) und wird nur bis fünfeinhalb Jahre alt.

## Fressfeinde und Parasiten
Spisula solidissima hat viele Fressfeinde. In der Bucht von New York sind Krabben die Hauptfeinde, die für 48,3 bis 100 % der Mortalität unter Spisula solidissima verantwortlich sind. Mondschnecken waren dagegen nur zu 2,1 % daran beteiligt. Unter den Mondschnecken sind besonders Euspira heros und Neverita duplicata zu nennen. Weiter wurde beobachtet, der Seestern Asterias forbesi, die Krabben Ovalipes ocellatus und Cancer borealis, der Pfeilschwanzkrebs Limulus polyphemus sowie unter den Fischen der Schellfisch (Melanogrammus aeglefinus) und der Kabeljau (Gadus morhua). Die Garnele Crangon septemspinosa macht vor allem Jagd auf Jungmuscheln, die erst vor kurzem zum Bodenleben übergegangen sind.
Die Tiere werden auch von Parasiten befallen, so von dem thigmotrichen Sphenophyra dosinae, dem cyclopoiden Ruderfußkrebs Myocheres major, eine Bandwurm-Art aus der Gattung Echeneribothrium, ein Fadenwurm, der bisher vorläufig als Paranisakiopsis pectinis identifiziert wurde, der Hyperparasit und haplosporide Einzeller Urosporidium spisuli und ein anisakiner Fadenwurm aus der Gattung Sulcascaris.

## Kommerzielle Bedeutung
Die Muschelart wird an der Ostküste der USA und Kanadas mit hydraulischen Muscheldredgen gefischt. 1999 wurden insgesamt 142 370 t gefischt.

## Taxonomie
Die Art wurde 1817 von Lewis Weston Dillwyn unter dem ursprünglichen Binomen Mactra solidissima erstmals gültig beschrieben. Sie wird heute allgemein akzeptiert in die Gattung Spisula Grey, 1837 eingeordnet. Mactra solidissima Dillwyn, 1817 ist auch die Typusart der Gattung Hemimactra Swainson, 1840, ein Taxon der Gattungsgruppe, das von manchen Autoren als Untergattung von Spisula aufgefasst wird, oder als Synonym von Spisula bewertet wird. Mactra gigantea Lamarck, 1818, Mactra procera Dillwyn, 1817 und Mactra similis Say, 1822 sind jüngere Synonyme von Mactra solidissima Dillwy, 1817.

## Belege

### Online
- Marine Bivalve Shells of the British Isles: Spisula elliptica (Brown, 1827) (Website des National Museum Wales, Department of Natural Sciences, Cardiff)